# جوانا هايغ
جوانا هايغ (بالإنجليزية: Joanna Haigh)‏ (و. 1954 – م) هي فيزيائية، وعالمة أرصاد  وهي عضوة في الجمعية الملكية .

## التعليم
تعلمت في كلية سومرفيل ‏، وإمبريال كوليدج لندن

## مناصب وهيئات
أدارت كلية لندن الإمبراطورية.

## جوائز
حصلت على جوائز منها:
- زمالة الجمعية الملكية
- قائد وسام الامبراطورية البريطانية.